# Roman Zobnin
Roman Sergeievitx Zobnin (en rus: Роман Сергеевич Зобнин) és un futbolista professional rus que actualment juga de centrecampista central per l'Spartak Moscou.

## Carrera en equips
Va debutar a la segona divisió russa pel FK Akademiya Tolyatti el 30 d'abril de 2011 en un partit contra el FK Ufa.
Va debutar a la lliga russa de futbol pel FK Dinamo Moscou el 19 de juliol de 2013 en un partit contra l'Anži Makhatxkalà.
El 15 de juny de 2016, després del descens del Dinamo de la primera divisió russa, va fitxar pel FK Spartak Moscou.

## Carrera internacional
El 31 de març de 2015, Zobnin va debutar per la selecció russa de futbol en un partit amistós contra Kazakhstan.
L'11 de maig de 2018 va ser inclòs en l'equip ampliat de la selecció russa per la Copa del Món de Futbol de 2018. El 3 de juny de 2018 va ser inclòs a l'equip definitiu de la Copa del Món.

### Equip
Actualitzat el 13 de maig de 2018.
| Equip                 | Temporada           | Lliga                 | Lliga   | Lliga | Copa    | Copa | Continental | Continental | Total   | Total |
| Equip                 | Temporada           | Divisió               | Partits | Gols  | Partits | Gols | Partits     | Gols        | Partits | Gols  |
| --------------------- | ------------------- | --------------------- | ------- | ----- | ------- | ---- | ----------- | ----------- | ------- | ----- |
| FK Akademiya Tolyatti | 2010                | PFL                   | 0       | 0     | 0       | 0    | –           | –           | 0       | 0     |
| FK Akademiya Tolyatti | 2011–12             | PFL                   | 13      | 0     | 0       | 0    | –           | –           | 13      | 0     |
| FK Akademiya Tolyatti | 2012–13             | PFL                   | 10      | 0     | 0       | 0    | –           | –           | 10      | 0     |
| FK Akademiya Tolyatti | Total               | Total                 | 23      | 0     | 0       | 0    | 0           | 0           | 23      | 0     |
| FK Dinamo Moscou      | 2012–13             | Lliga russa de futbol | 0       | 0     | 0       | 0    | –           | –           | 0       | 0     |
| FK Dinamo Moscou      | 2013–14             | Lliga russa de futbol | 4       | 0     | 1       | 0    | –           | –           | 5       | 0     |
| FK Dinamo Moscou      | 2014–15             | Lliga russa de futbol | 15      | 1     | 0       | 0    | 1           | 0           | 16      | 1     |
| FK Dinamo Moscou      | 2015–16             | Lliga russa de futbol | 29      | 1     | 3       | 0    | –           | –           | 32      | 1     |
| FK Dinamo Moscou      | Total               | Total                 | 48      | 2     | 4       | 0    | 1           | 0           | 53      | 2     |
| FK Spartak Moscou     | 2016–17             | Lliga russa de futbol | 29      | 2     | 1       | 0    | 2           | 0           | 32      | 2     |
| FK Spartak Moscou     | 2017–18             | Lliga russa de futbol | 14      | 0     | 2       | 0    | 4           | 0           | 20      | 0     |
| FK Spartak Moscou     | Total               | Total                 | 43      | 2     | 3       | 0    | 6           | 0           | 52      | 2     |
| Total de la carrera   | Total de la carrera | Total de la carrera   | 114     | 4     | 7       | 0    | 7           | 0           | 128     | 4     |

### Internacional
Actualitzat l'1 de juliol de 2018.
| Rússia | Rússia  | Rússia |
| Any    | Partits | Gols   |
| ------ | ------- | ------ |
| 2015   | 1       | 0      |
| 2016   | 5       | 0      |
| 2017   | 3       | 0      |
| 2018   | 7       | 0      |
| Total  | 16      | 0      |

## Palmarès
Spartak Moscou
- Lliga russa de futbol: 2016-2017
- Supercopa russa de futbol: 2017

## Vida personal
El seu germà gran, Aleksandr Zobnin també juga a futbol professionalment.